# Human Flowers of Flesh
Human Flowers of Flesh ist ein experimenteller Abenteuerfilm von Helena Wittmann, der im August 2022 beim 75. Locarno Film Festival seine Premiere feierte, wo er um den Goldenen Leoparden konkurrierte. Anfang Februar 2023 kam der Film in die deutschen Kinos. Die Regisseurin erzählt in ihrem Film von einer jungen Frau namens Ida, gespielt von der Griechin Angeliki Papoulia, die mit einer Crew von fünf Männern auf einer Yacht von Marseille über Korsika nach Algerien segelt, um sich Sidi bel Abbès anzuschauen, wo einst die französische Fremdenlegion stationiert war, von der sie viele Anekdoten gehört haben.

## Handlung

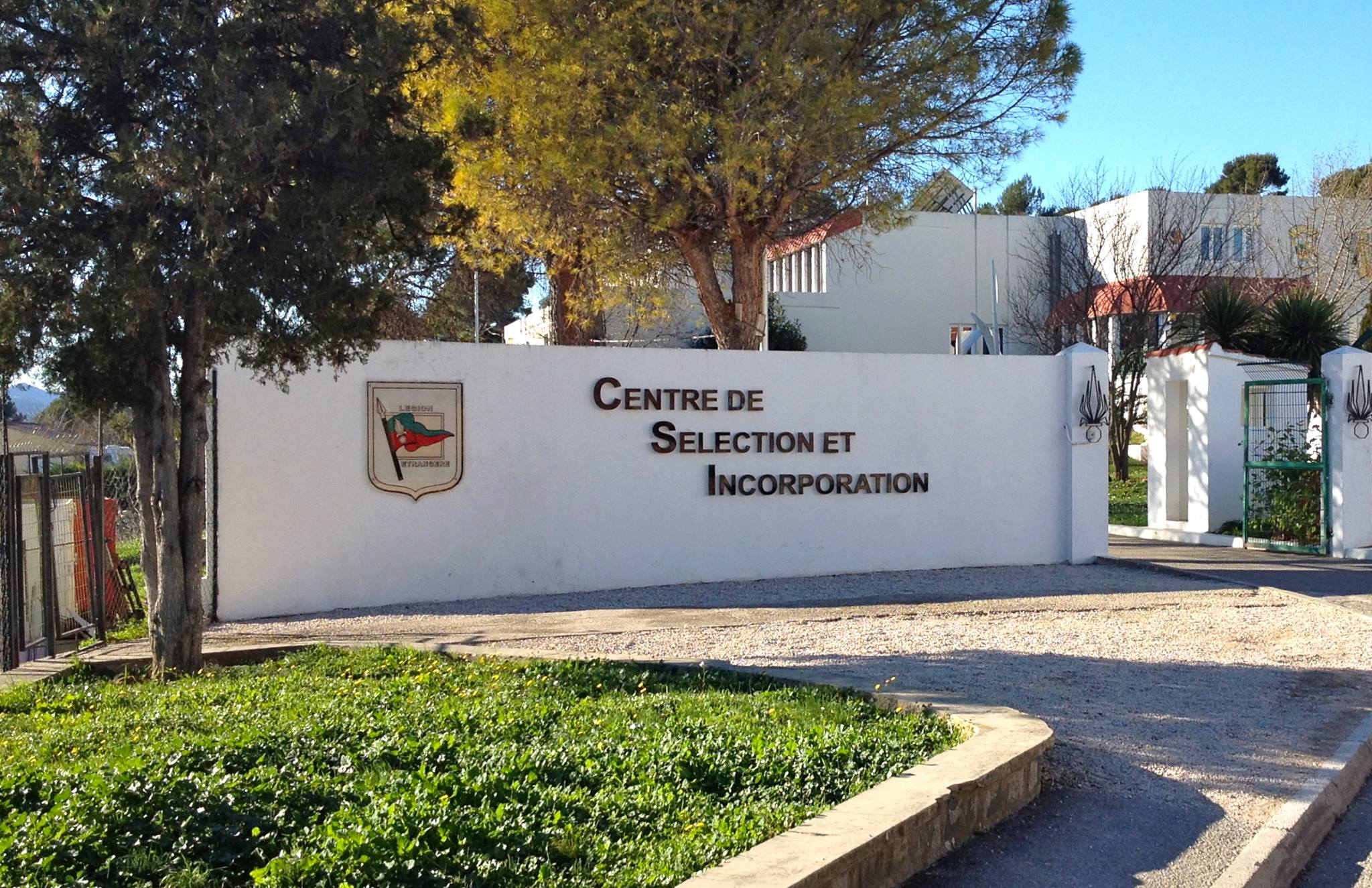
In Aubagne befindet sich das Hauptquartier der Französischen Fremdenlegion

Ida lebt mit einer fünfköpfigen Besatzung auf einer ihr gehörenden Segelyacht. Da sind Vlad, Farouk aus Algerien, ein Deutscher, der Brasilianer Carlos und der Schriftsteller Mauro, der aus Portugal stammt. Nur selten sprechen sie miteinander und ziehen es vor, die gemeinsame Zeit in kameradschaftlichem Schweigen zu verbringen. 
Als sie Station in Marseille machen, erregt die französische Fremdenlegion Idas Aufmerksamkeit, die im Vorort Aubagne ihr Hauptquartier hat. Sie setzt sich ein neues, ehrgeiziges Ziel und steuert die Yacht über das Mittelmeer vorbei an Korsika in die algerische Stadt Sidi bel Abbès, wo sich bis 1962 das Hauptquartier der Fremdenlegion befand. In Marseille hat sie über diesen Ort allerlei Anekdoten gehört, und auch die Männer ihrer Besatzung sind seitdem wie ausgewechselt.

## Produktion

### Regie und Drehbuch
Regie führte Helena Wittmann, die auch das Drehbuch schrieb. Die deutsche Experimentalfilmemacherin absolvierte ein Kunststudium an der Hochschule für bildende Künste Hamburg. Es handelt sich nach Drift von 2017 um ihren zweiten Spielfilm. Die in Neuss geborene und 2005 nach Hamburg gezogene Regisseurin hatte durch den dortigen Hafen die Verbundenheit der Stadt mit anderen Meeren und Ozeanen gespürt und wollte in Drift daher auch den wirtschaftlichen und ökologischen Austausch erkunden, der in diesem Raum stattfindet. Vor Drift war Wittmann in erster Linie als Kamerafrau tätig, unter anderem für Björn Last und einige Kurzfilme, und realisierte auch selbst Kurzfilme wie Mimikry oder Kreisen. 
Wie in Human Flowers of Flesh spielte das Meer auch in ihrem Langfilmdebüt eine zentrale Rolle. Überwiegend auf offenem Meer gedreht, handelt Drift von einer Frau, die auf einem Segelschiff den Atlantischen Ozean überquert, nachdem sie zuvor mit einer Freundin an der Nordsee war. Die Kamerabewegungen wurden dabei größtenteils durch die Bewegungen des Meeres und ihres Schiffes namens „Chronos“ bestimmt. Über die besonderen Möglichkeiten, die sich für sie beim Dreh auf dem Meer bieten, sagte die Regisseurin, dort werde „jeder Moment zu einem Moment des Übergangs von einem Zustand in den nächsten, und Grenzen werden relativ. Mit dem Meer zu denken, knüpft ungeahnte Verbindungen und verwässert vermeintliche Gewissheiten.“
Auch wie diese Weltenbürger in Human Flowers of Flesh an Bord der Yacht zusammenkamen, Skipperin Ida und die Männer aus Portugal, Brasilien, der Tschechischen Republik, Deutschland und Algerien, lässt Wittmann in ihrem Film offen. Dass sie die Figuren ohne Biografie ausstattete und keine persönliche Geschichte zur Sprache bringt, erklärte die Regisseurin mit ihrem größeren Interesse an Situationen: „Wenn ich eine Szene schreibe, geht es wirklich um den Moment. Ich glaube nicht so sehr an Kausalität, das langweilt mich irgendwie. Aus diesem Grund wollte ich sie vom Ballast ihrer Vergangenheit befreien.“ Das Wichtige für sie war der gemeinsame Kontext, die Gemeinschaft, die sie dort und in diesem Moment geschaffen haben.

### Besetzung, Filmmusik und Ton

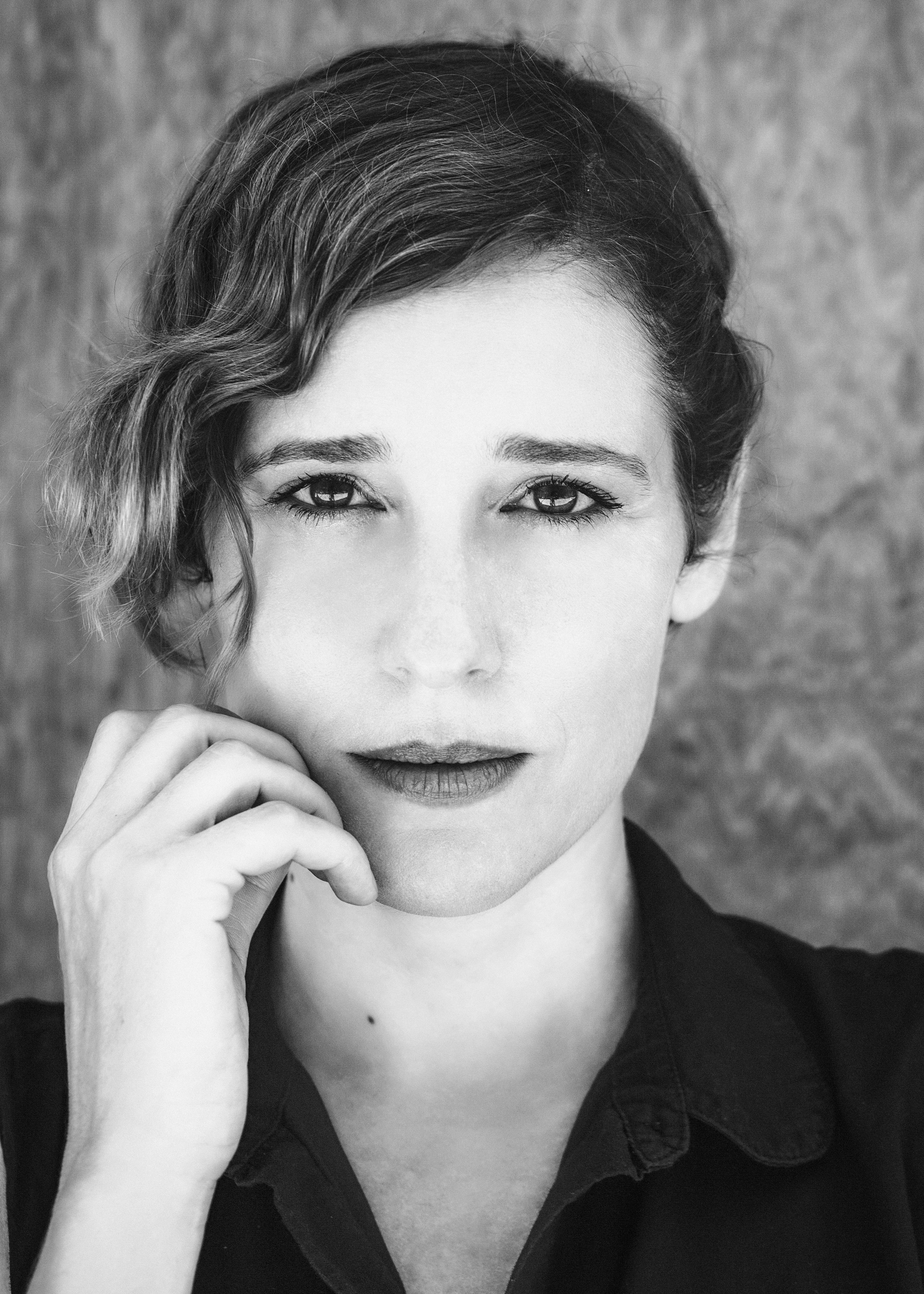
Die griechische Schauspielerin Angeliki Papoulia spielt Ida

Die griechische Schauspielerin Angeliki Papoulia, die besonders für ihre Zusammenarbeiten mit Giorgos Lanthimos bekannt ist, spielt in der Hauptrolle Ida. Der Brasilianer Gustavo de Mattos spielt ihr Besatzungsmitglied Jahn, der Serbe Vladimir Vulević Vlad, Ferhat Mouhali den Algerier Farouk und der portugiesische Schauspieler Mauro Soares den Schriftsteller Mauro. Jan und Vulević leben in Deutschland, Soares gehörte 2019 zu den Berlinale Talents. Steffen Danek spielt Falco. Der vielbeschäftigte französische Schauspieler Denis Lavant hat am Ende des Films einen Auftritt als ehemaliger Legionär. Wittmann erklärte, sie habe entsprechend der Thematik des Films eine internationale Besetzung versucht.
Die Filmmusik stammt wie das Sounddesign von Nika Breithaupt alias Nika Son. Nach ihrem Abschluss in Bildender Kunst in Hamburg im Jahr 2012 arbeitete sie als Musikerin, Künstlerin, Filmkomponistin, Kuratorin und DJ. Beeinflusst von der Musique concrète und Elektronischer Musik bestehen ihre Kompositionen aus modifizierten und fragmentierten Tonaufnahmen. So wurde sie zur „Jägerin“ außergewöhnlicher Klänge. Sie und Wittmann arbeiteten bereits für Drift zusammen.

### Filmförderung und Dreharbeiten
Von der Beauftragten der Bundesregierung für Kultur und Medien erhielt das Projekt eine Produktionsförderung in Höhe von 200.000 Euro. Von der MOIN Filmförderung Hamburg Schleswig-Holstein kamen 100.000 Euro, nebst 15.000 Euro Drehbuchförderung.
Nachdem die Produktionsunternehmen von Human Flowers of Flesh, Fünferfilm aus Deutschland und Tita Productions aus Frankreich, ursprünglich geplant hatten, im Mai 2020 vor Ort im algerischen Sidi bel Abbès zu drehen, dies jedoch wegen der Coronavirus-Pandemie nicht möglich war, wurden die Dreharbeiten im August 2020 begonnen. Sie fanden letztlich sechs Wochen lang in der südfranzösischen Hafenstadt Marseille, auf Korsika und in Marokko statt und wurden im Oktober 2020 beendet. Östlich von Marseille, wo im Film die Reise beginnt, befindet sich in Aubagne das Hauptquartier der Französischen Fremdenlegion. Die Aufnahmen für den letzten Teil des Films, die in Algerien stattfinden sollten, entstanden letztlich in Marokko, in Rabat an der Atlantikküste und in der Wüste bei/von Merzouga im Südosten des Landes. Wie bei ihrem Spielfilmdebüt Drift fungierte Wittmann wieder selbst als Kamerafrau und auch als Filmeditorin. Die Unterwasseraufnahmen stammen von dem Franzosen Kevin Sempe. Wittmann drehte den Film bewusst nicht digital, damit sich während der Fahrt auf dem Filmmaterial Bakterien und Schimmelpilze ablagern konnten.

### Veröffentlichung
Die Premiere erfolgte am  8. August 2022 beim Locarno Film Festival, wo sich Human Flowers of Flesh im Wettbewerb um den Goldenen Leoparden befand. Anfang Oktober 2022 wurde der Film beim Filmfest Hamburg gezeigt. Hiernach erfolgten Vorstellungen in der Currents-Sektion des New York Film Festivals und bei der Viennale. Anfang November wurde er bei den Nordischen Filmtagen Lübeck, beim Festival de Cine Europeo de Sevilla und beim AFI Fest gezeigt. Die Rechte für Nordamerika liegen bei Cinema Guild. Am 2. Februar 2023 kam der Film in die deutschen und am darauffolgenden Tag in die österreichischen Kinos. Anfang Juli 2023 wird er beim Internationalen Filmfestival Karlovy Vary und Ende des Monats beim New Horizons International Film Festival gezeigt.

## Rezeption

### Kritiken
Von den bei Rotten Tomatoes aufgeführten Kritiken sind 82 Prozent positiv.

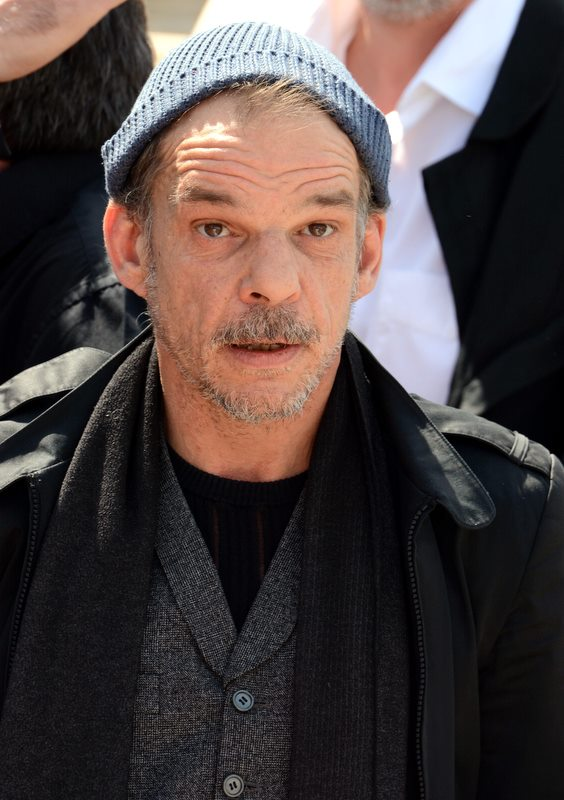
In Beau Travail von Claire Denis spielte Denis Lavant noch die Hauptrolle

In einer ersten Kritik vom Filmdienst heißt es, Helena Wittmann erzähle fragmentiert, und Vieles im Film werde nur angetippt und bleibe bloße Andeutung. Ida, deren Absichten und Ziele sich kaum erschließen ließen, werde als eine schweigsame und in diesem Schweigen auch geheimnisvolle Figur dargestellt. Weiter heißt es, das Erzähltempo passe sich dem des Transportmittels an, und über weite Strecken scheine Human Flowers of Flesh einfach so vor sich hinzutreiben. Dabei bediene sich Wittmann einer Vielzahl unterschiedlichster fotografischer und filmischer Techniken, wie eine blau schimmernde Unterwasserszene, die wirkt, als ob sie im Cyanotypie-Verfahren erstellt worden wäre oder an anderer Stelle mit mikroskopischen Aufnahmen. Abgesehen davon stecke Human Flowers of Flesh voller Zitate, Referenzen und Verweise, so auf die Medusa-Sage und vor allem auf Werke der Literatur und Kunst, die sich mit dem Thema der Fremdenlegionen auseinandersetzen, wie Friedrich Glausers Debütroman Gourrama ebenso wie Der Matrose von Gibraltar von Marguerite Duras und auf den Film Beau Travail von Claire Denis, auch weil dessen Hauptdarsteller Denis Lavant, der darin Sergeant Galoup spielte, am Ende von Human Flowers of Flesh einen Auftritt hat.
James Lattimer von der britischen Filmzeitschrift Sight & Sound schreibt, in der Art und Weise, wie diese Mannschaft ohne Vergangenheit und Zukunft die Fremdenlegion gekonnt widerspiegelt, mit der Idee, diese wie einen halbvergessenen Traum heraufzubeschwören, und auch die filmischen Verweise wie auf Beau Travail, machten Appetit auf eine tiefergehende Analyse; dies trotz des minimalistischen Erzählansatzes. Angesichts des deutlichen Mangels an Informationen über Idas Hintergrund und ihre Motivation, ganz zu schweigen von ihrer Beziehung zu den Besatzungsmitgliedern und den jeweiligen Verbindungen zwischen diesen, seien diese „Figuren“ vielleicht besser als Gefäße zu verstehen. Platziert auf engem Raum, würden sie in diesem geradezu versinken und die herrschenden Stimmungen in sich aufnehmen. Die 16-mm-Aufnahmen und das einnehmende Sounddesign von Nika Son sorgten dabei durchgängig für gleichermaßen hypnotische wie auch wunderbar schräge Momente.
Sophie Monks Kaufmann von IndieWire erklärt, ab dem Moment, in dem Ida und ihre Crew Marseille verlassen, baue sich durch lange Einstellungen und intuitive Schnitte eine Surrealität auf, wodurch eine Atmosphäre entstehe, die mehr mit Halluzinationen als mit narrativem Filmemachen zu tun habe. Wenn Wittmanns Kamera beispielsweise unter die Wasseroberfläche taucht, um auf das florale Leben unter Wasser zu fokussieren, oder in einem Moment einfach die Farbe Blau für zehn Sekunden das Bild ausfüllt, bis die Kamera Blasen erkennt, die vom Meeresboden aufsteigen, zeige dies die schrägen Motive der Regisseurin. David Jenkins von der Filmzeitschrift Little White Lies erklärt, durch diesen Bildaufbau, der etwas Unpräzises habe und weil alles ein kleines bisschen daneben ist, müsse der Zuschauer arbeiten, um zu verstehen, was er sieht und warum, was Wittmanns Film zu einer filmischen Herausforderung mache, so Jenkins. So sehr sich Human Flowers of Flesh als Kunstfilm präsentiere, dekonstruiere und demontiere er auch die Konventionen des Seefahrer-Epos, nicht zuletzt die inhärente Klaustrophobie und innere Besinnung, die von diesen Weiten ausgeht. Marta Balaga von Cineuropa erkennt in dieser Machart Wittmanns Absicht, den Zuschauer einfach hinschauen zu lassen, ohne Ablenkung. Der Film lasse allem Zeit, den langsamen Küssen und den langsamen Bewegungen, und dieses gemächliche Tempo, das fast unnatürlich wirke, lasse Human Flowers of Flesh wie eine Geistergeschichte wirken.
Leonardo Goi von The Film Stage schreibt in seiner Kritik, Wittmann habe ein Händchen für Mythen, und ihre Filme strahlten eine gewisse mythische Erhabenheit aus, so urtümlich und unzeitgemäß wie die Geschichten, von denen sie erzählt. Human Flowers of Flesh sei ein Film, dessen visuellen Experimente dazu einladen, die Welt neu zu sehen. Die darin zum Ausdruck kommende Leidenschaft für das Geschichtenerzählen sei so alt, wie die Zeit selbst. Der Film lade zu einer immersiven Erfahrung ein, die an die Arbeiten des Sensory Ethnographic Lab der Harvard University erinnerten. Als die Reise nach 30 Minuten beginnt, zersplittere der Film in etwas Durchlässiges und Amorphes, die fadenscheinige Erzählung werde immer flüchtiger und die Figuren zu bloßen Chiffren. Insbesondere die Tauchgänge, wie der zum Flugzeugwrack, veranschaulichten die grazile Art und Weise, wie der Film sich fortbewegt: „Ein Hineinzoomen und Eintauchen, die eine ansonsten herkömmliche, horizontale Reise von Punkt A nach B unterbrechen.“ Wittmanns Film habe eine unverkennbare haptische Dimension, die hier deutlicher zu sehen sei, als in Drift.

### Auszeichnungen
Around the World in 14 Films 2022
- Nominierung im Wettbewerb[35]

Festival de Cine Europeo de Sevilla 2022
- Nominierung in der Sektion The New Waves[36]

Filmfest Hamburg 2022
- Nominierung für den Hamburger Produzentenpreis[37]

Locarno Film Festival 2022
- Nominierung im Wettbewerb um den Goldenen Leoparden[22]

New Horizons International Film Festival 2023
- Nominierung im Internationalen Wettbewerb[31]

Nordische Filmtage Lübeck 2022
- Nominierung im Wettbewerb Spielfilme

Preis der deutschen Filmkritik 2024
- Auszeichnung für die Beste Bildgestaltung (Helena Wittmann)
- Nominierung für die Beste Montage (Helena Wittmann)[38][39]